# Ondřej Herzán
Ondřej Herzán (* 3. März 1981 in Pardubice) ist ein tschechischer ehemaliger Fußballspieler.

## Vereinskarriere
Ondřej Herzán spielte in seiner Jugend für Slovan Broumov, SK Náchod und SK Pardubice. 1998 wechselte der Mittelfeldspieler zum Zweitligisten Atlantic Lázně Bohdaneč, wo er erste Spielpraxis im Seniorenbereich sammeln konnte. 2000 fusionierte Atlantic Lázně Bohdaneč mit Slovan Pardubice, Herzán machte für den neuen Klub 29 Spiele und schoss fünf Tore. 2001 wechselte er in die Gambrinus-Liga zum FK Jablonec, in dessen Startaufstellung er regelmäßig stand. 2004 lehnte er ein Angebot von Sigma Olomouc ab, nur um kurze Zeit später zu Sparta Prag zu wechseln.
In der starken Konkurrenz des Spitzenklubs konnte sich der schmächtige Herzán kaum durchsetzen und bestritt innerhalb von zwei Jahren nur 12 Spiele in der ersten Mannschaft. Im zweitklassigen B-Team spielte er dagegen regelmäßig.
Anfang September 2006 wurde Ondřej Herzán vom italienischen Serie-B-Ligisten US Lecce verpflichtet, das zu diesem Zeitpunkt vom tschechisch-italienischen Trainer Zdeněk Zeman betreut wurde. In Lecce war Herzán Ergänzungsspieler. Im August 2007 wurde er von Hellas Verona verpflichtet. Im Januar 2008 wechselte Herzán zunächst auf Leihbasis zu Spezia Calcio, im Juni 2008 wurde der Wechsel definitiv.
Nach dem Konkurs von Spezia Calcio wechselte Herzán im Oktober 2008 auf Leihbasis zum SK Kladno. Im Januar 2009 kehrte Herzán nach La Spezia zurück.

## Nationalmannschaft
Ondřej Herzán bestritt zwei Länderspiele für die tschechische U-17-Auswahl, zwei für die U-20 und vier für die U-21-Mannschaft.